# Robert J. Bulkley
Robert Johns Bulkley, född 8 oktober 1880 i Cleveland, Ohio, död 21 juli 1965 i Cleveland, Ohio, var en amerikansk demokratisk politiker. Han representerade delstaten Ohio i båda kamrarna av USA:s kongress, först i representanthuset 1911-1915 och sedan i senaten 1930-1939.
Bulkley utexaminerades 1902 från Harvard University. Han studerade sedan juridik vid Harvard Law School och inledde 1906 sin karriär som advokat i Cleveland.
Bulkley blev invald i representanthuset i kongressvalet 1910. Han omvaldes två år senare. Han arbetade sedan igen som advokat och var chef för juridiska avdelningen vid War Industries Board under första världskriget.
Senator Theodore E. Burton avled 1929 i ämbetet och Roscoe C. McCulloch blev utnämnd till senaten fram till fyllnadsvalet följande år. Bulkley besegrade McCulloch i fyllnadsvalet och tillträdde som senator den 1 december 1930. Han omvaldes 1932 men förlorade sedan senatsvalet 1938 mot republikanen Robert Taft.
Bulkleys grav finns på Lake View Cemetery i Cleveland.